# Politodorcadion eurygyne
Politodorcadion eurygyne är en skalbaggsart som först beskrevs av Suvorov 1911.  Politodorcadion eurygyne ingår i släktet Politodorcadion och familjen långhorningar.
Artens utbredningsområde är Kazakstan. Inga underarter finns listade i Catalogue of Life.